# Баратка (Њамц)
Баратка (рум. Baratca) насеље је у Румунији у округу Њамц у општини Баргауани. Oпштина се налази на надморској висини од 306 m.

## Становништво
Према подацима из 2002. године у насељу је живело 50 становника, од којих су сви румунске националности.